# 9685 Korteweg
A 9685 Korteweg (ideiglenes jelöléssel 4247 P-L) a Naprendszer kisbolygóövében található aszteroida. Cornelis Johannes van Houten, Ingrid van Houten-Groeneveld és Tom Gehrels fedezte fel 1960. szeptember 24-én.